# Vibrissea catarhyta
Vibrissea catarhyta är en svampart som först beskrevs av Wilhelm Kirschstein, och fick sitt nu gällande namn av Baral 1999. Vibrissea catarhyta ingår i släktet Vibrissea och familjen Vibrisseaceae.   Inga underarter finns listade i Catalogue of Life.